# Cimetière militaire allemand de Wervicq-Sud
Le cimetière militaire allemand de Wervicq-Sud est un cimetière militaire de la Première Guerre mondiale, situé à Wervicq-Sud dans le département du Nord, dans le Nord-Pas-de-Calais.

## Localisation
Ce cimetière est situé en pleine campagne, à 3 km au sud de la ville, chemin du Grand Perne.

## Historique
Le cimetière était initialement situé sur le terrain du Château Blanc. Un monument en pierre naturelle, semblable à une colonne, conçu par l'architecte Wilhelm Kreis, fut érigé sur une terrasse semi-circulaire. Après avoir acquis ce terrain en 1919, la famille Dalle-Dumont déplaça le cimetière au pied de la colline en mai 1921 Des sépultures provenant de cimetières provisoires des environs y ont également été rapportées. Environ 500 des soldats qui reposent ici sont tombés lors des violents combats de la Première bataille d'Ypres d’octobre et novembre 1914. Pendant l'entre-deux-guerres, de nombreux arbres ont été plantés. En 1974, le remplacement des anciennes tombes provisoires en bois par des croix en métal avec des noms moulés et les dates de ceux qui reposent a été effectué.

## Caractéristiques
Ce vaste cimetière de plan rectangulaire de 230 m de long sur 120 m de large, soit une superficie de plus de 2 ha, est agrémenté de nombreux arbres. Dans ce cimetière reposent les corps de 2 498 soldats allemands et 8 Autrichiens-Hongrois. Trente-six tombes sont anonymes et dans 13 d'entre elles reposent des soldats de confession juive.

## Galerie

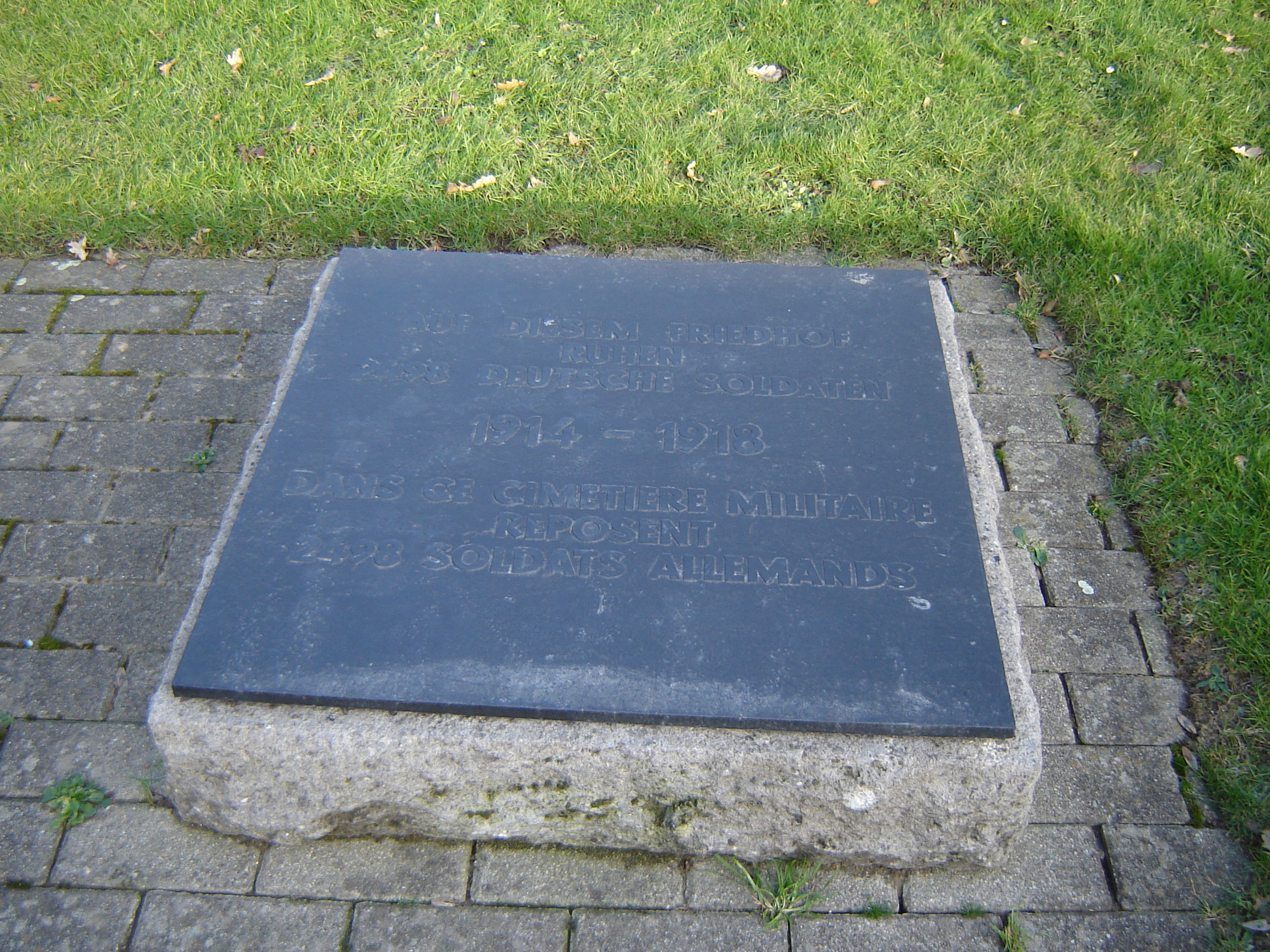
Dans ce cimetière reposent 2 498 soldats allemands.
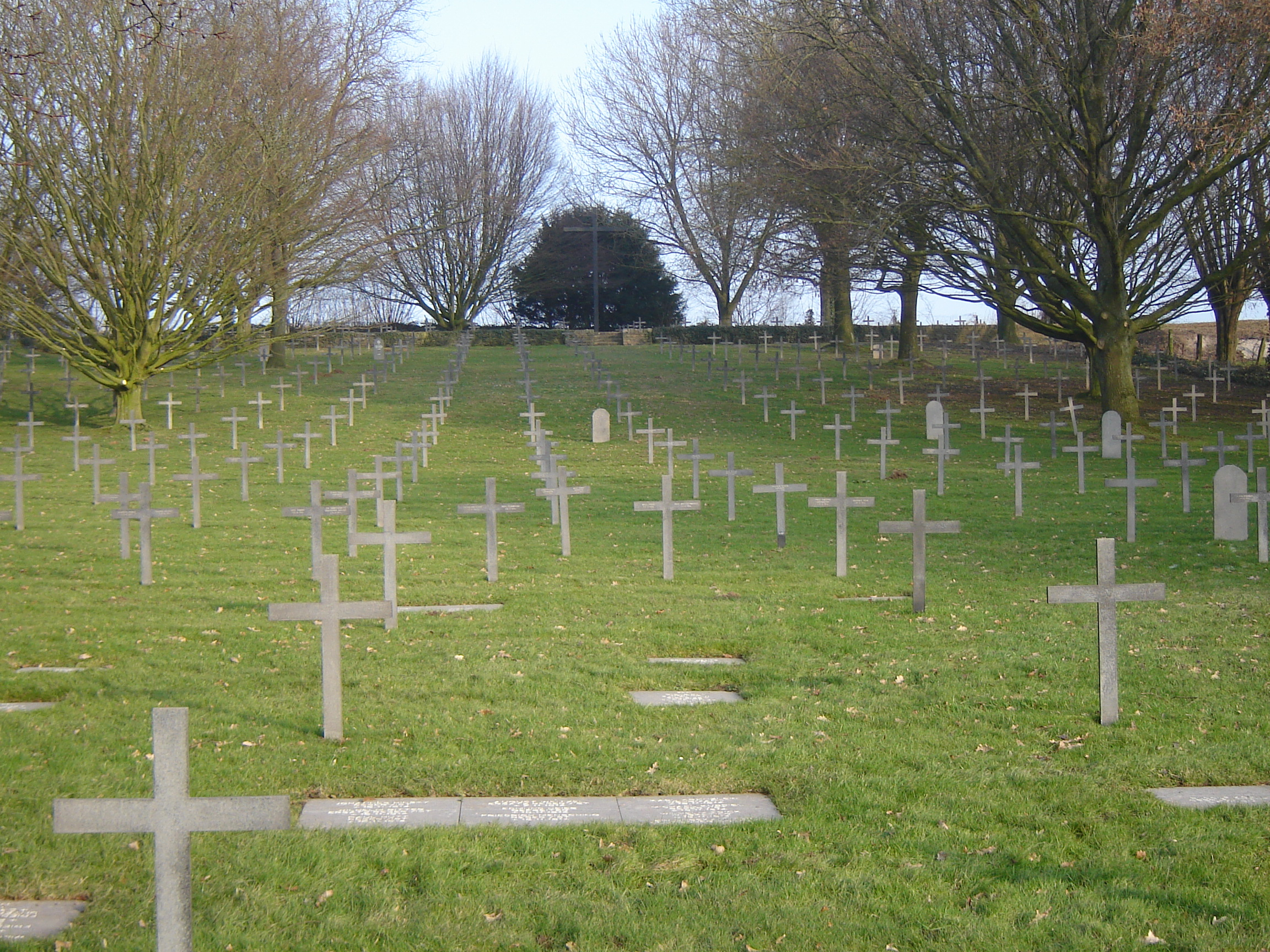
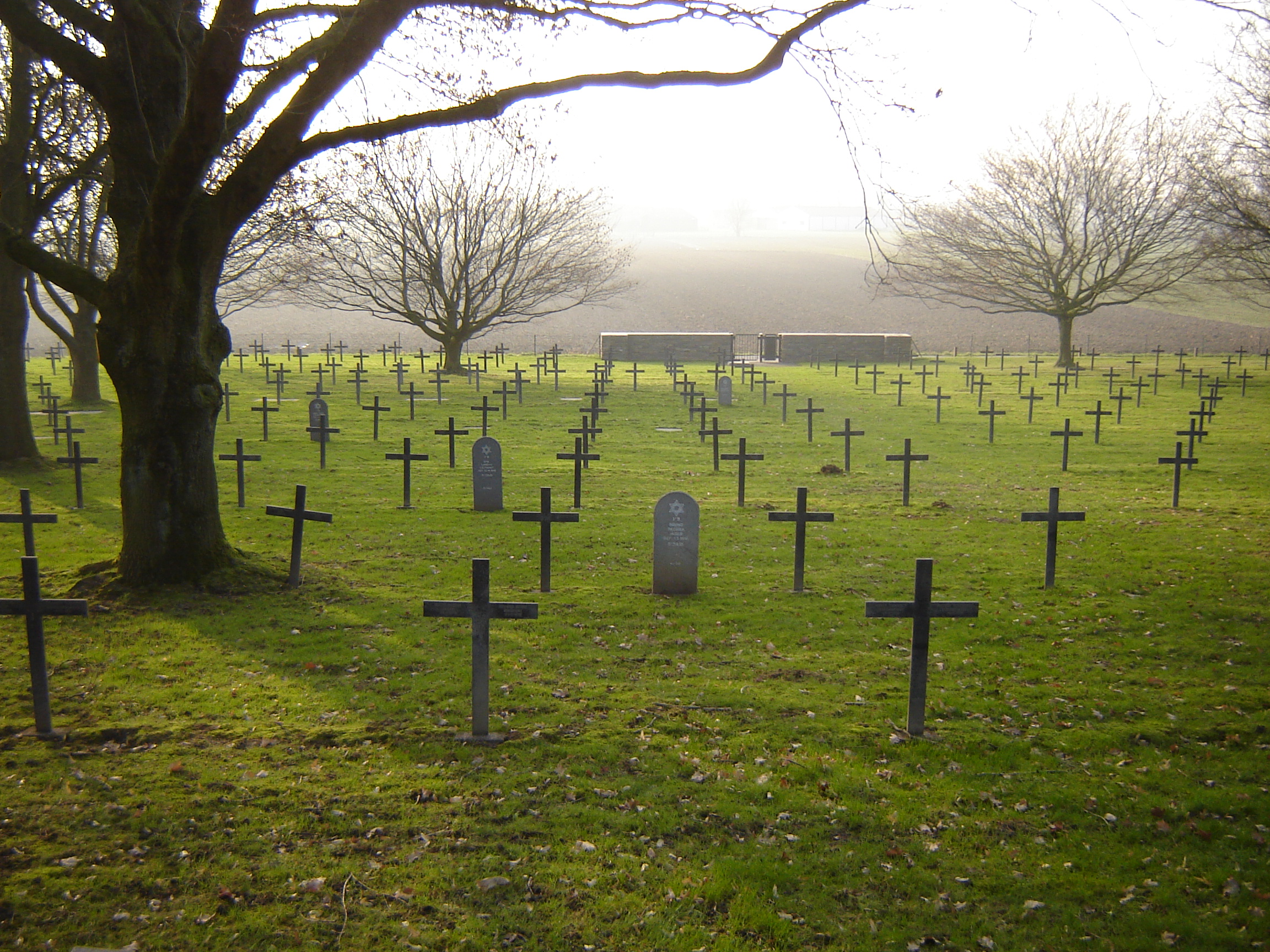
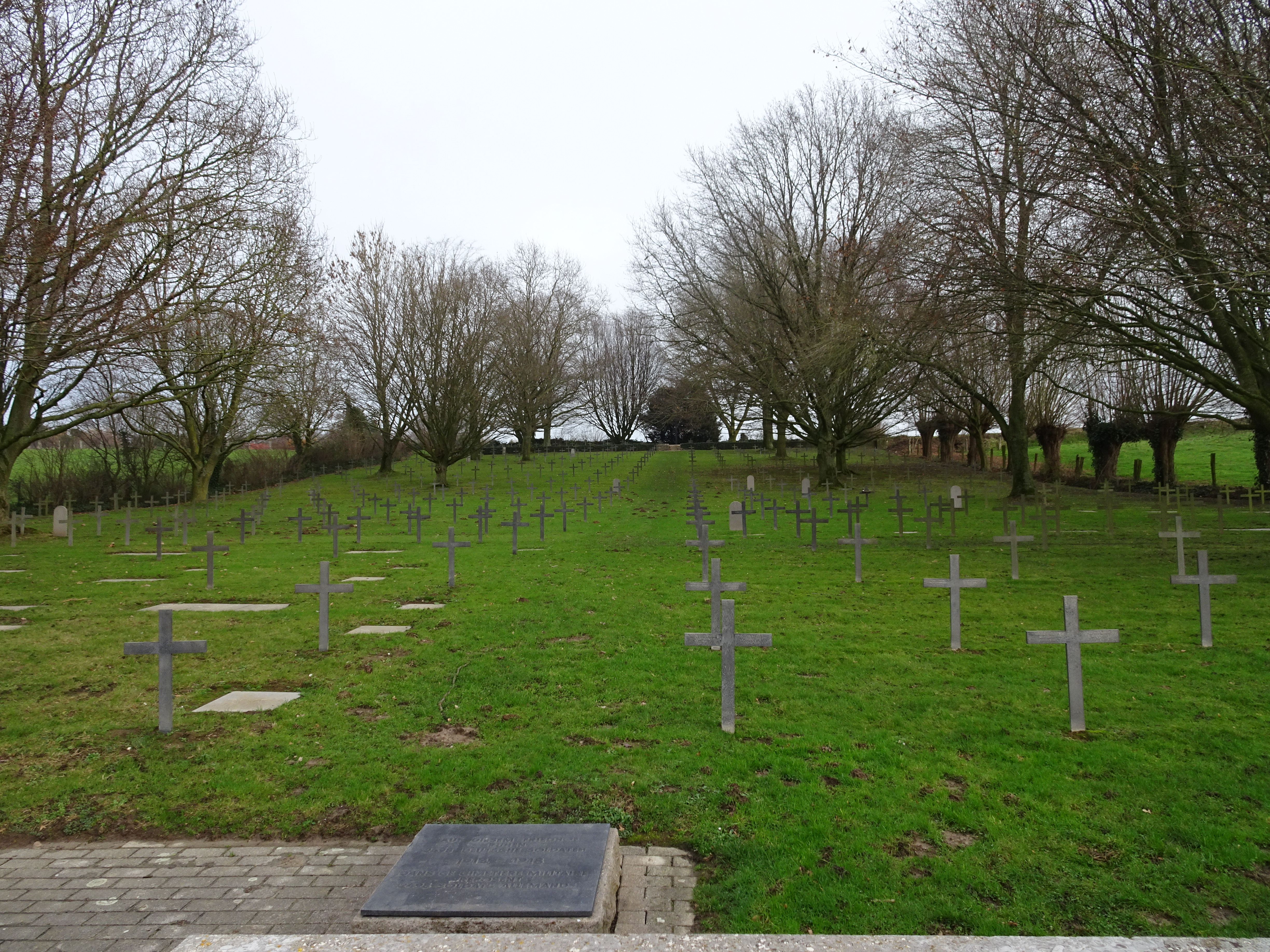

## Sépultures
| Pays                   | Sépultures |
| ---------------------- | ---------- |
| Allemagne              | 2 498      |
| Empire austro-hongrois | 8          |
| Total                  | 2 506      |